# Akhmím
Akhmím (arab: أخميم; kopt, akhmími dialektus: ⳉⲙⲓⲙ; kopt, szaidi és bohairi dialektus: ϣⲙⲓⲛ; ókori egyiptomi nevén Ipu vagy Hent-Min) város Egyiptom középső részén, Szohág kormányzóságban. A Nílus keleti partján található, Szohágtól 6,4 km-re északkeletre.

## Neve
A város a történelem folyamán számos néven ismert volt. Az ókori Egyiptomban Ip, Ipu vagy Apu (ỉp / ỉpw) néven ismerték, másik neve Hent-Min (ḫnt mnw) volt, Min isten után, akinek itt volt a legfőbb kultuszhelye. A görögök vagy a Hent-Minből eredő Χέμμις, Khemmisz néven ismerték, vagy Πανὸς πόλις, Panopolisz néven (annak alapján, hogy Mint Pánnal azonosították). A kopt időben az itt elterjedt akhmími nyelvjárásban ⳉⲙⲓⲙ (Khmim), a Felső-Egyiptomban beszélt szaidi és az alsó-egyiptomi bohairi nyelvjárásban ϣⲙⲓⲛ a neve, kiejtése: (Smin). Innen ered mai arab neve: Akhmím.
A közeli Kafr Abu falu neve talán kapcsolatban áll a város ókori nevével, az Ipuval.
| M17 | Q3 · O49 |

| M17 | Q3 · O49 |

| M17 · Q3 · G43 · O49 |

| M17 · Q3 · G43 · O49 |

| W18 | N35 · X1 | Aa1 · R22 | Aa15 · O49 |

| W18 | N35 · X1 | Aa1 · R22 | Aa15 · O49 |

## Története

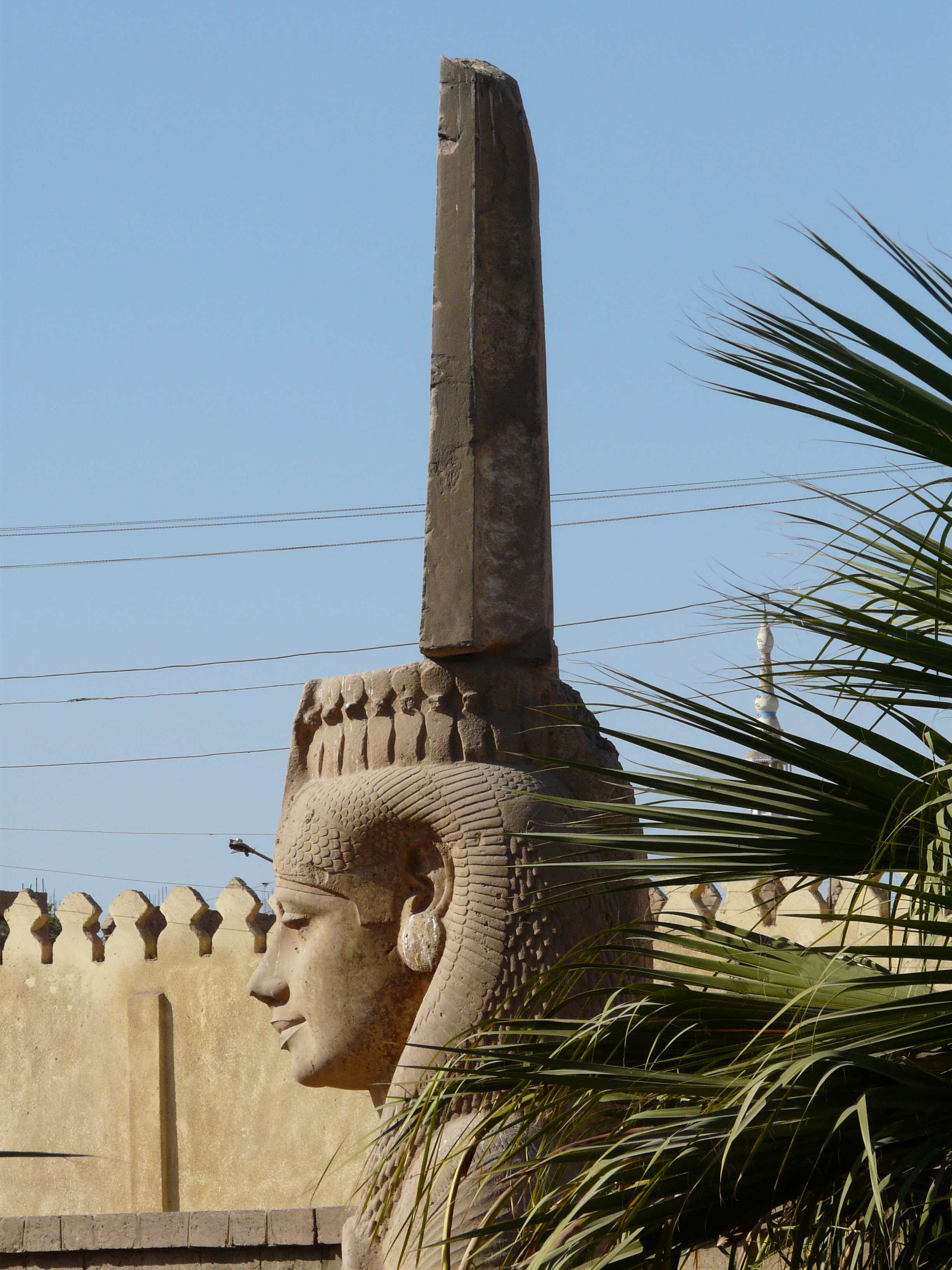
Min temploma Meritamon szobrával

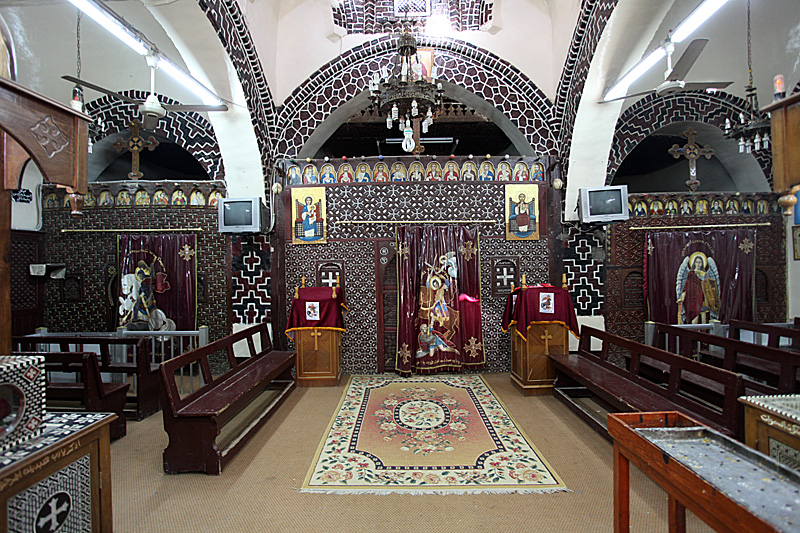
Abu Szeifein temploma

A város a felső-egyiptomi kilencedik nomosz, Min központja volt. Főistene, Min számára templom épült itt; Min feleségeként Iabetet tisztelték. Ebben a városban élhetett egy jelentős, a XVIII. dinasztia királyi családjával rokonságban álló család, melynek első ismert tagja, Juja hivatalnok volt IV. Thotmesz és III. Amenhotep idején. Juja leánya, Tiye III. Amenhotep főfelesége lett, feltételezett fia, Ay később fáraó; lehetséges, hogy ebből a családból származott Nofertiti is. A család több tagja fontos pozíciót töltött be Min papságában.
Hérodotosz említi, hogy templom épült itt Perszeusznak, és kijelenti, hogy Khemmisz híres volt a játékokról, melyeket görög mintára rendeztek Perszeusz tiszteletére, és melyeken díjakat lehetett nyerni. Ismertek olyan ábrázolások, amelyeken núbiaiak és Puntból származók póznákra másznak fel Min színe előtt. Min a keleti sivatagi útvonalak istene volt, a kereskedő törzsek valószínűleg inkább Koptoszban gyűltek össze az isten ünnepére, és Hérodotosz összetévesztette a két várost. Sztrabón említi, hogy Panopolisz híres volt vásznairól és kőfaragásáról; nem véletlen, hogy temetője a gyönyörű római és kopt kori textíliák egyik legfőbb lelőhelye Egyiptomban.
VI. Ptolemaiosz a panopoliszi csatában győzte le az ellene felkelőket, akik a VI. Ptolemaiosz és fivére, VIII. Ptolemaiosz közti viszályt akarták kihasználni.
A környéken már nagyonk korán megjelennek a kopt kolostorok. Szent Senute (348–466), az egyik legnagyobb tiszteletben tartott kopt szent Akhmím közelében, Athribiszben volt szerzetes. Pár évvel korábban Nesztoriosz, Konstantinápoly száműzött pátriárkája Akhmím közelében hunyt el. Nonnosz görög költő Panopoliszban született a 4. század végén. Az Antinoéhoz tartozó panopoliszi püspökség a mai napig szerepel a katolikus egyház címzetes egyházmegyéi között. Panopolisz püspökei közül Le Quien megemlíti Ariust, Szent Pakhomiosz barátját, aki három kolostort épített a városban, valamint Sabinust és Menast. Az akhmími ásatások során számos keresztény kézirat került elő, köztük Énok első könyve, az evangéliumok, a Péter apokalipszise, az epheszoszi zsinat cselekedetei és több más keresztény szöveg töredékei. A 13. században még állt a városban egy impozáns templom, de mára az ókori városból kevés maradt, a templomokat majdnem teljesen lebontották, köveiket a középkorban más épületekhez használták fel újra. Akhmím kiterjedt temetőit még nem tárták fel teljesen. 1981-ben tárták fel egy görög-római kori templom egy részét, ahonnan II. Ramszesz és lánya, Meritamon kolosszális szobrai kerültek elő.
A mai Akhmím Felső-Egyiptom legnagyobb olyan városa, amely a Nílus keleti partján fekszik. 1907-ben népessége 23 795 volt, körülbelül egyharmaduk kopt. Akhmímban számos mecset, valamint az alexandriai kopt ortodox egyházhoz tartozó két templom áll. A Mártírok kolostora a várostól kb. 6 km-re északkeletre található. Két ókori templom csak igen romosan maradt fenn. Akhmímban heti piacot tartanak, a városban jelentős a pamutruházat gyártása, főleg a szegényebb rétegek által viselt kék ingeké és selyemrojtos kockás fejkendőké. A nyugati parton, Akhmímmal szemben vasút jár, amely összeköti a várost Kairóval és Asszuánnal.

## Ismert emberek
- Henti, papnő a XI. dinasztia idején
- Nahtmin, pap a XIII. dinasztia korának elején (i. e. 19. század)
- Juja és Tuja (i. e. 14. század), Tije királyné, Anen főpap és talán Ay fáraó szülei
- Tije (i. e. kb. 1398–1338), III. Amenhotep felesége, Ehnaton anyja
- Anen, Ámon második prófétája
- Ay, fáraó i. e. 1323–1319 vagy 1327–1323 között
- Nahtmin, tábornok, talán Ay fia és kijelölt örököse
- Szennedzsem, hivatalnok Tutanhamon idején, csak akhmími sírjából ismert
- Amenemope (fl. i. e. 1100 körül), az Amenemope intelmei szerzője
- Nefrina, i. e. 275 körül elhunyt nő, múmiája a pennsylvaniai Reading Public Museumban
- Zószimosz, alkimista a 3–4. században
- Trüphiodórosz, görög epikus költő a 3–4. században
- Panopoliszi Kürosz (Flavius Taurus Seleucus Cyrus; fl. 426–441) kelet-római hivatalnok, filozófus, költő
- Pamprépiosz (440–484) filozófus, költő, lázadó Zénón császár ellen
- Abib és Apolló, 4. századi kopt szerzetesek, mártírok
- Nonnosz, 5. századi görög költő
- Szent Veronika (Febronia), 8. századi apáca, mártír
- Dhul-Nun al-Miszri, 9. századi szúfi szent
- Mohamed ibn Umail al-Tamimi (900–960) alkimista
- Bahrám al-Armani fátimida vezír 1135–1137 között, Al-Háfiz fátimida kalifa ide száműzte
- Siháb ad-Dín an-Nuvajri (1279–1333) arab történetíró, enciklopédiaszerző
- Juszef el-Abbah (1735–1826), Akhmím püspöke, teológus, kopt szent
- Maximosz Szedfaui (1863–1925), a kopt katolikus egyház apostoli adminisztrátora
- II. Markosz Khuzam (1888–1958), a kopt katolikus egyház vezetője, alexandriai pátriárka (1947–1958)

## Fordítás
- Ez a szócikk részben vagy egészben  az   Akhmim című angol Wikipédia-szócikk ezen változatának fordításán alapul.  Az eredeti cikk szerkesztőit annak laptörténete sorolja fel. Ez a jelzés csupán a megfogalmazás eredetét és a szerzői jogokat jelzi, nem szolgál a cikkben szereplő információk forrásmegjelöléseként.